# Cuarteto Quiroga

Cuarteto Quiroga (@IgorStudio)

El Cuarteto Quiroga es un cuarteto de cuerdas español de música clásica. Elogiado por The New York Times por sus «exquisitas y frescas interpretaciones», el Cuarteto Quiroga se ha consolidado como uno de los cuartetos más dinámicos y singulares de su generación, aclamado internacionalmente por crítica y público por su personalidad única, así como por su enfoque audaz y original al abordar el repertorio para cuarteto de cuerda.

## Historia
Formado en 2004, el Cuarteto Quiroga toma su nombre del violinista gallego Manuel Quiroga, uno de los más destacados intérpretes de cuerda de nuestra historia musical. Estudiaron con Rainer Schmidt, miembro del Cuarteto Hagen, en la Escuela Superior de Música Reina Sofía de Madrid, con Walter Levin en la Musikakademie de Basilea y con Hatto Beyerle, fundador del Cuarteto Alban Berg, en la Academia Europea de Música de Cámara (ECMA). Otras influencias artísticas importantes son Johannes Meissl, György Kurtág, András Keller, Eberhard Feltz y Ferenc Rados.

## Trayectoria profesional

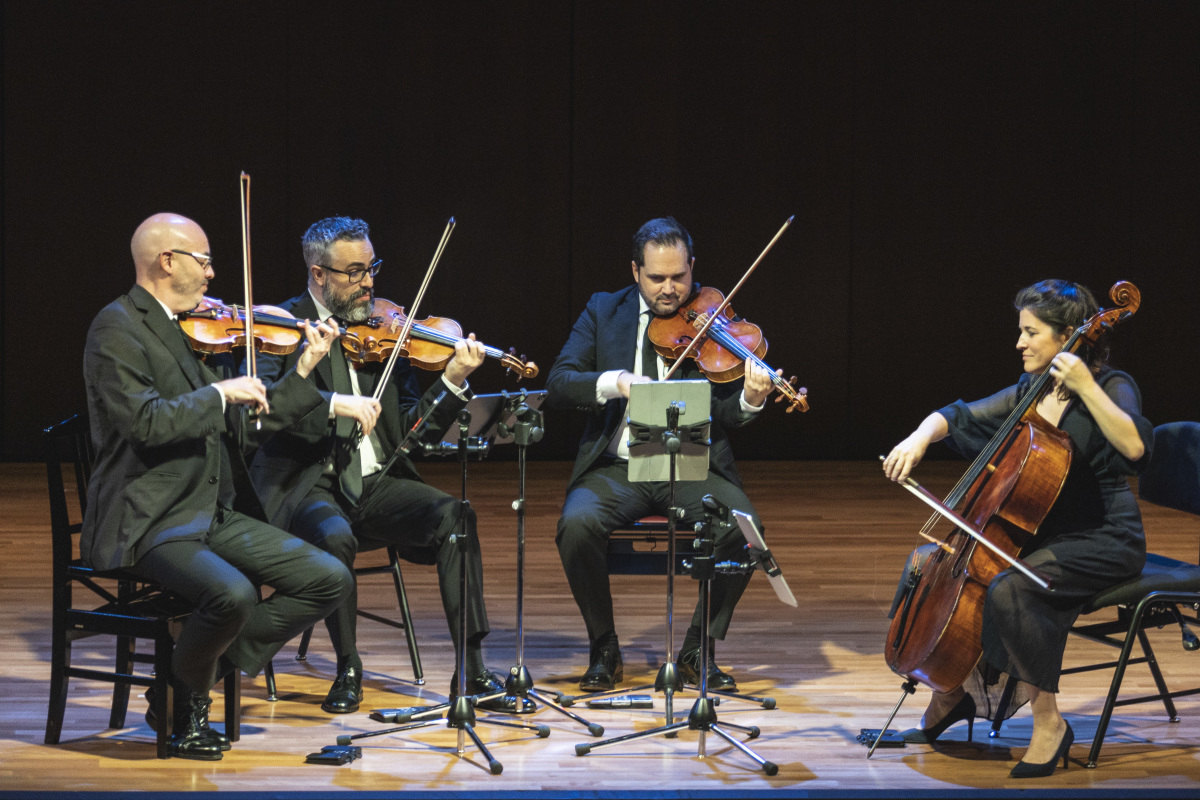
Cuarteto Quiroga (@FundaciónJuanMarch) 23.11.2022

El Cuarteto es actualmente conjunto residente en el Museo Cerralbo de Madrid y habitual de las salas más prestigiosas del escenario internacional, como la Pierre Boulez Saal, Konzerthaus y Philharmonie en Berlín, Wigmore Hall Londres, The Frick Collection y Lincoln Center en Nueva York, DaCamera en Los Ángeles, National Gallery of Art de Washington D. C., Concertgebouw de Ámsterdam, Les Invalides de París, Martinu Hall de Praga, Nybrokajen de Estocolmo, Auditorio Nacional de Madrid, Stadtcasino de Basilea, Mozarteum de Salzburgo, y en festivales como la Heidelberger Frühling y la Bienal de Cuartetos de Cuerda de Ámsterdam.
Entre sus compañeros de escenario habituales se encuentran músicos de la talla de Martha Argerich, Veronika Hagen, Jörg Widmann, Javier Perianes, Valentin Erben, Richard Lester, David Kadouch, Jonathan Brown, Cappella Amsterdam y los cuartetos de cuerda Doric, Meta4, Ardeo y Galatea.
Apasionado defensor del repertorio contemporáneo, el cuarteto colabora regularmente con compositores de nuestros días, y presentando y grabando nuevas creaciones para establecer un diálogo constante entre la tradición y la nueva música. Han estrenado obras de destacados compositores como Peter Eötvös, Cristóbal Halffter, José María Sánchez-Verdú, Antón García-Abril, Jesús Villa- Rojo, Marisa Manchado, Narine Khachatryan y Cecilia Díaz, y han interpretado la integral de la obra de György Kurtág para cuarteto y, en próximas temporadas, estrenarán obras de Jonathan Dove, Jörg Widmann, Konstantia Gourzi, Raquel García Tomás y José Luis Turina.
Fuertemente comprometidos con la enseñanza de la música de cámara, son profesores en el Conservatorio Superior de Música de Aragón, la Universität Mozarteum Salzburg, Musikene y el Real Conservatorio Superior de Música de Madrid, e invitados regularmente a dar clases magistrales en universidades y conservatorios de música de toda Europa, Estados Unidos y América Latina.

## Premios y reconocimientos
Ganadores del Premio Nacional de Música 2018, el Premio Ojo Crítico de RNE y galardonados en los principales concursos internacionales para cuarteto (Burdeos, Premio Paolo Borciani, Ginebra, Pekín, FNAPEC-París, Palau Barcelona), en 2013 el Cuarteto Quiroga se convirtió en el primer conjunto en residencia en el Palacio Real de Madrid a cargo del cuarteto de  Stradivarius decorados de la colección palatina.

## Discografía
Desde 2012, el Cuarteto Quiroga se ha embarcado en un ambicioso viaje para construir un catálogo discográfico inspirado y único con el sello independiente holandés Cobra Records. En este otoño de 2021 presentan su último disco, “Und Es Ward Licht. Haydn & Mozart: El alumbramiento de una nueva Era, en Do Mayor”, grabado junto a la prestigiosa violista Veronika Hagen y dedicado al nacimiento y explosión de la música de cámara y el cuarteto de cuerda como géneros hijos de la Ilustración. Su anterior CD, “Heritage”, ofrece una elocuente antología de la escena musical del cuarteto de cuerda en Madrid en la época de Goya. Publicado en 2019, este «álbum necesario» (Scherzo) está interpretado con cuerdas de tripa e incluye dos grabaciones en primicia mundial de Boccherini y Brunetti. Su primer álbum, que empareja a Haydn y Webern con Sollima, ganó el premio CD del año 2012, otorgado por la Unión de Productores Independientes (UFI). Entre sus anteriores grabaciones para Cobra, aclamadas por la crítica, figuran álbumes de música temprana de Schönberg, Webern y Alban Berg; los cuartetos Opus 51 de Brahms; y obras de Bartók, Ginastera y Halffter. En 2016, publicaron una grabación con Javier Perianes para Harmonia Mundi que incluye rarezas para quinteto de piano de Granados y Turina.